# Култура на Чад
Културата на Чад е сред културно най-разнообразните страни в Африка поради наличието на множество етноси, разпръснати из голямата територия на страната.
Говорят се над 120 различни езика, но официални са само френски и книжовен арабски. Съществува чадска разновидност на арабския език, която е по-скоро диалект и включва думи от френския, както и от местни езици. Чадският арабски език се говори от по-голямата част от населението, особено на север. Само висшите чиновници и политическите лица говорят книжовната разновидност на езика.
Жителите на централните и северни райони на страната водят предимно номадски начин на живот, докато тези от южните райони са предимно земеделци и рибари.
Основните религии в Чад са Исляма (53,1%) и Християнството (34,3%). Малка част от населението (7,3%) изповядва анимистични религии.
Най-популярните ястия се правят от просо или месо. Просото служи и за направата на бира, която се консумира най-вече от християнската част от населението. Особеност в чадската кухня са ястията, включващи пушена риба и изпечено месо едновременно. Според начина на приготвяне рибата се нарича саланга (сушена на слънце) или банда (пушена).
В областта на музиката преобладават примитивните ударни инструменти, струнните арфови и китарни инструменти и пеенето. Някои етноси изработват различни видове флейти. Обикновено всички празненства са съпроводени с традиционна музика и танци. Първата чадска музикална група, която придобива известност извън страната, е основаната през 1964 „Шари Джаз“. По-съвременни състави са „Африкан мелоди“, „Интернешънъл Шалал“ и „Тибести“. След години на война и природни бедствия, чадската музикална индустрия започва да се възражда в средата на 90-те години и днес се радва на голям регионален интерес.
Забавленията включват различни видове игри и примитивни играчки. Децата си играят, като бутат колела или стари автомобилни гуми с пръчка или ловуват малки птици с прашка. Играят се тап тап (подобна на дама), криеница, шах или сидже (игра, подобна на табла).
Жителите на Чад обичат да гостуват един на друг. Често хората се събират, за да пият чай. В северен Чад се пие предимно зелен чай от Либия, а на юг – червен чай от Камерун.
Някои традиционни обичаи, както и особености при комуникация с местните:
- Ако сте чужденец, не бива да гледате местните в очите, докато разговаряте с тях, може да помислят, че сте им сърдит(а);
- След като сте се здрависали с жител на Чад, който е мюсюлманин, трябва след това да сложите ръка на сърцето си – така означава, че пожелавате мир на събеседника си и на вас самият(ата).
- Магарешкото мляко се използва за лекуване на силна кашлица, а плодовете тамаринд – срещу дребна шарка.
- Бирата от червено просо се казва били-били, и заедно с плодовите сокове е предпочитано питие на голяма част от населението. Съществува и бира от бяло просо (кошат), която се пие по-рядко.
- Смята се, че жената не трябва да излиза от дома си, преди да е родила. В противен случай тя може да се разболее или да бъде обладана от демони.